# Hellmut Schwarz

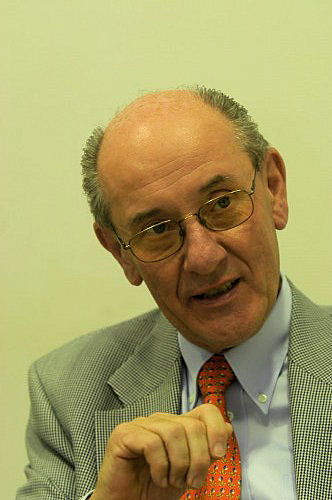
Hellmut Schwarz

Hellmut Herbert Schwarz (* 2. Februar 1938 in Reichenbach; † 7. Juni 2023) war Professor und Lehrbeauftragter an der Universität Mannheim am Lehrstuhl für Anglistik/Amerikanistik sowie Herausgeber von mehreren Englisch-Lehrbüchern und Autor. Er war ebenfalls Englischlehrer am Elisabeth-Gymnasium in Mannheim sowie Fachleiter am Studienseminar Heidelberg.

## Leben
Schwarz wuchs im Vogtland auf, wo er 1956 die Reifeprüfung absolvierte. Von 1956 bis 1961 studierte er Anglistik und Germanistik: von 1956 bis 1958 an der Humboldt-Universität Berlin und von 1958 bis 1961 an der Universität Würzburg. 1963 wurde er zum Studienassessor ernannt. Mit dem Schulbeginn 1963 war er am Elisabethgymnasium in Mannheim als Englischlehrer tätig und war seitdem als Gymnasiallehrer tätig. Von 1967 bis 1968 nahm Schwarz als Austauschlehrer in den Vereinigten Staaten am deutsch-amerikanischen Fulbright-Programm teil.
1970 wurde er zum Professor ernannt. Ab dem Wintersemester 1972/1973 nahm er Lehraufträge zur Fachdidaktik an der Universität Mannheim wahr, ab dem Wintersemester 1973/1974 übernahm er zudem Lehraufträge zur Fachdidaktik an der Universität Heidelberg. Von März bis April 1986 nahm er am German-Marshall-Fund-Programm in den Vereinigten Staaten teil.
1990 wurde Schwarz in die Lehrplankommission des Landes Baden-Württemberg berufen. Ab 1990 organisierte er die Lehrerfortbildung für das Fach Englisch in Zusammenarbeit mit den Kultusministerien der Länder Baden-Württemberg und Sachsen. Im September 1991 wurde er zum zweiten Mal zum Professor an einem Staatlichen Seminar für Schulpädagogik als Fachberater ernannt. Ende Juli 2000 bestellte ihn die Universität Mannheim zum Honorarprofessor. Seit August 2002 war er im Ruhestand.
Schwarz war seit 1963 verheiratet und hatte zwei Söhne.

## Lehrerbildung und Lehrbücher
1985 wurde Schwarz Herausgeber der Lehrbuchreihe „English G – Neue Ausgabe“, die bereits seit 1972 unter dem Titel „English G“ erschien. In der Folge kamen mit „English G 2000“ (1998) und „English G 21“ (2006) weitere Lehrbuchreihen hinzu. Die einzelnen Reihen bestehen aus bis zu 400 Komponenten.
Für das Konzept English G 21 hielt er bundesweit Seminare, Fortbildungen und Veranstaltungen. Als Chairman des Cornelsen English Network (CEN) treibt er seit 2011 den Austausch von Englischlehrkräften in Deutschland in einem Fortbilder-Netzwerk voran. Hellmut Schwarz war bis 2012 Mitglied des Stiftungsbeirates der gemeinnützigen Cornelsen Stiftung Lehren und Lernen.
Insgesamt war er Autor von über 1000 Werken.

## Veröffentlichungen
- English G 21. Cornelsen Verlag, Berlin 2006, ISBN 978-3-06-031354-9
- English G 2000. Cornelsen Verlag, Berlin 1998
- Context  21. Cornelsen Verlag, Berlin 2009, ISBN 978-3060323456